# Гелена Сиркус

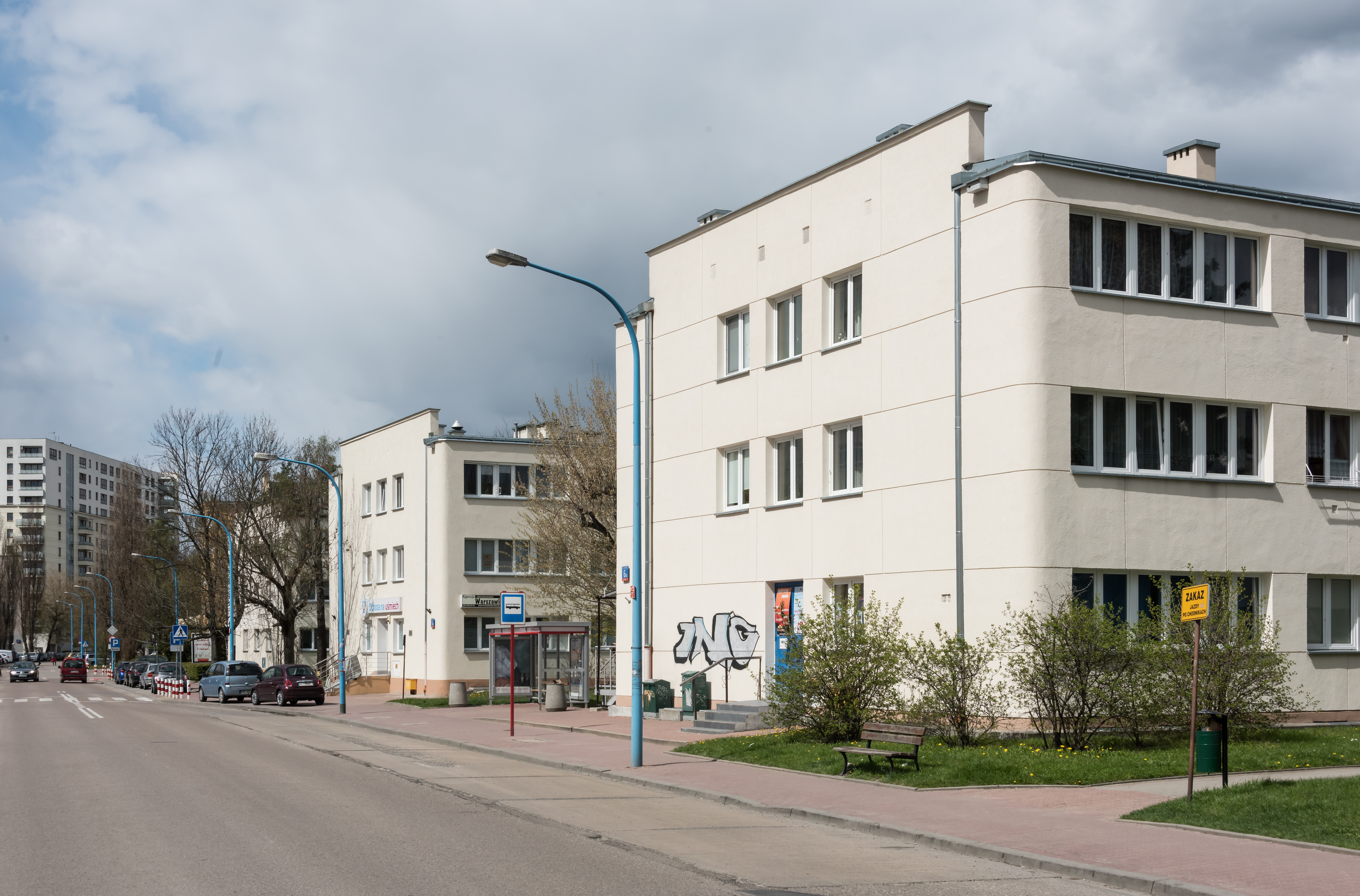
Фрагмент маєтку за адресою вул. Прушков

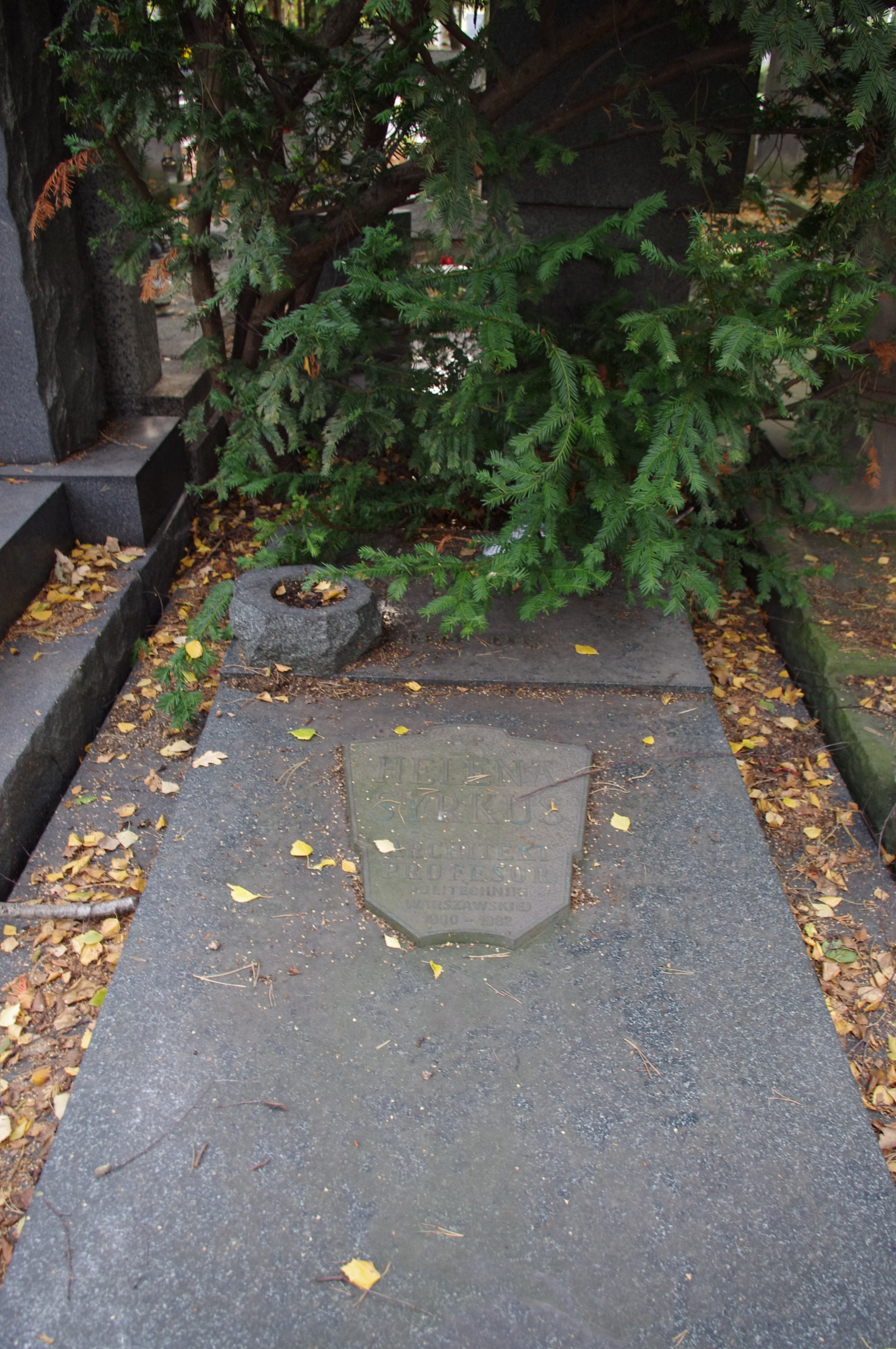
Могила Гелени Сіркус на військовому цвинтарі Повонзки у Варшаві

Гелена Сиркус, уроджена Еліасберг (псевдонім: Неміровська), народилася 14 травня 1900 року у Варшаві, де й померла 19 листопада 1982 року. Польська архітекторка єврейського походження, представниця функціоналізму, професорка архітектурного факультету Варшавської політехніки.

## Біографія
Походила з родини Ісаака (Ігнація) Еліасберга (1860—1929), лікаря варшавської дитячої лікарні Берсона і Баумана, активного члена благодійного товариства «Допомога для Сьєротів» і близького співробітника Януша Корчака та Стелли з дому Бернштейн (1879—1963), учительки. Мала трьох сестер: Ірену (згодом Вільчинську, 1902—1980), Анну (1905—1943) та Марту (в шлюбі Гейман, 1909—1998).
До 1935 року в публікаціях користувалася псевдонімом «Неміровська».
Освіту здобувала спершу вдома, потім у школі в Шалайові (1908—1911), згодом — у комерційній школі Анели Верецької у Варшаві, яку закінчила 1918 року. У 1918, а також 1920—1922 роках навчалася на архітектурному факультеті Варшавської політехніки, а з 1923 року відвідувала заняття з філософії у Варшавському університеті. Паралельно працювала в лікарні та їдальні, де допомагала під час воєнних подій. У 1920—1921 роках брала приватні уроки рисунка в Романа Крамштика. З 1923 року вона відвідувала заняття на філософському факультеті Варшавського університету.
Окрім архітектурної діяльності, активно перекладала художню літературу. У 1920-х роках з'явилися її переклади творів Анатоля Франса («Таємниця крові»), Редьярда Кіплінга («Шайба»), Анни Ахматової («Намистинки»). Пізніше вона перекладала поезію Гійома Аполлінера, Райнера Марії Рільке, Юліана Тувіма, Константі Ільдефонса Галчинського та Яна Лехоня. Володіла кількома іноземними мовами, зокрема французькою, німецькою, російською, англійською, а також латинською, болгарською й італійською.
1926 року разом із чоловіком Шимоном Сиркусом, Барбарою і Станіславом Брукальськими, Богданом Ляхертом і Юзефом Шанайцею заснувала творчу архітектурну групу Praesens. 1925—1929 роках обіймала посаду її секретаря. 1927 року одружилася з Шимоном Сиркусом у церкві святої Анни Кринках, а з 1930 року стала співавторкою всіх його проєктів. 1928 року група Praesens увійшла до складу Міжнародного конгресу сучасної архітектури (CIAM), а 1933 року Гелена Сиркус брала участь у четвертому конгресі CIAM разом із Ле Корбюзьє — на борту лайнера SS Patris II під час подорожі з Марселя до Афін.
1934 року стажувалася у Карла Мозера в Цюриху.
Під час Другої світової війни працювала в підпільній архітектурно-містобудівній майстерні (PAU) при Підприємстві соціального будівництва. Від січня 1942 року співпрацювала з Польською робітничою партією, до якої вступила 1944 року за рекомендацією Болеслава Берута. Після Варшавського повстання перебувала в таборі в Прушкові, втекла до Коньських і Кракова. У ніч на 7 січня 1945 року була арештована й доправлена до табору Лінденрух поблизу Вроцлава, де перебувала до кінця облоги міста у травні 1945 року..
Після повернення до Варшави працювала у відділі пропаганди Управління капітальної відбудови, а з 1946 року — генеральна секретарка Верховної ради з відбудови Варшави. Звання інженерки-архітекторки отримала 1948 року згідно із законом, що дозволяв присудження диплома фахівцям з відповідним досвідом.
У 1948—1955 роках входила до керівництва CIAM як одна з віцепрезидентів. Того ж року організувала Всесвітній конгрес інтелектуалів за мир у Вроцлаві, приймала Пабло Пікассо у власному будинку в Сероцьку.
На Національній партійній конференції архітекторів у Варшаві в червні 1949 року, під час сталінської епохи, подружжя Сиркус піддали критиці за попередні роботи та зв'язки з іноземними архітекторами.
Подання Геленою Сиркус самокритики та її участь у кампанії зі збору підписів під Стокгольмським зверненням призвели до того, що вона стала персоною нон ґрата в CIAM.
Надалі вона займалася критикою радянської житлової політики в Польщі, зокрема типового великопанельного будівництва, надмірної щільності забудови та нераціонального планування житлових площ.
З 1930-х по 1970-ті роки вона підтримувала тісний зв'язок з архітектором Баухаузу Вальтером Гропіусом.
1980 року стала однією з 64 інтелектуалів, які підписали звернення до польського уряду з вимогою розпочати діалог із робітниками, що страйкували.
Гелена Сиркус померла у Варшаві 1982 року. Похована на військовому цвинтарі Повонзки (ділянка C2-11-6)..
Творчість
Продовжуючи дотримуватись своїх лівих соціальних переконань, Гелена Сіркус розпочала проєктування житлових масивів для Варшавського житлового кооперативу та Установи соціального страхування. У 1931—1935 роках разом із чоловіком, Шимоном Сиркусом, вона реалізувала проєкт житлового комплексу в районі Раковєць на вулиці Прушковській. Подружжя також розробило низку будинків на вулиці Кварцова в житловому масиві Рогі в Лодзі (1935—1936). 1939 року Гелена Сіркус звела розкішний модерністський багатоквартирний будинок на вулиці Явожинська, 6 у Варшаві, спираючись на п'ять принципів сучасної архітектури Ле Корбюзьє.
Найзначнішим досягненням Сиркусів у повоєнний час став авангардний функціоналістський житловий масив Варшавського житлового кооперативу в районі Коло. Його будівництво розпочалося у 1947 році. Комплекс вирізняється застосуванням характерних опор — пілоті (фр. pilotis), що підносять будівлі над землею, зберігаючи природний ландшафт і зелені насадження. Планування квартир було функціональним: багато з них мали двостороннє освітлення, лоджії, світлі кухні, ванні кімнати та передпокої. Для зведення комплексу використовувалася інноваційна на той час технологія будівництва — зовнішні стіни споруджувалися з пінобетонних блоків з уже готовим облицювальним бетонним шаром.
1948 року на запрошення подружжя Сиркусів житловий масив відвідав Пабло Пікассо. В одному з дворів на вулиці Ситника він залишив малюнок Русалки з молотом замість меча — жест підтримки трудової Варшави.
Використовуючи ту ж технологію, архітектори спроєктували ще один житловий масив у варшавському районі Прага
Публікації:
- До ідеї соціального житлового масиву, 1925—1975, Варшава 1976
- Соціальні цілі урбанізації. Людина та довкілля, Варшава, 1984

## Відзнаки
- Медаль 30-ї річниці Польської Народної Республіки (1974)[36]
- Медаль 10-ї річниці Польської Народної Республіки (19 січня 1955 р.)[37]
- Золотий значок SARP (1955)

## Вшанування
Гелена Сиркус та її чоловік Шимон 2017 року були вшановані табличкою в Празькій залі слави на варшавській вулиці Stalowa.

## Виноски
1. 1 2  Європейська театральна архітектура — Arts and Theatre Institute.
2. 1 2  Internetowy Polski Słownik Biograficzny
3. 1 2  Архів образотворчого мистецтва (Чехія)
4. 1 2  Deutsche Nationalbibliothek Record #1025064607 // Gemeinsame Normdatei — 2012—2016.
5. 1 2  Wielka Encyklopedia PWN. Tom 26. Warszawa: Wydawnictwo Naukowe PWN. 2005. с. 334. ISBN 83-01-14347-9.
6. ↑  Encyklopedia Warszawy. Warszawa: Wydawnictwo Naukowe PWN. 1994. с. 827. ISBN 83-01-08836-2.
7. 1 2  Piątek, Grzegorz (2020). Najlepsze miasto świata. Warszawa w odbudowie 1944−1949. Warszawa: Wydawnictwo W.A.B. с. 325. ISBN 978-83-280-3725-0.
8. 1 2 3 4  https://sztetl.org.pl/pl/biogramy/197129-syrkus-helena
9. ↑  Janczewska, Marta (1 грудня 2013). Dokumenty urzędowo-medyczne jako źródło do badania losu warszawskich Żydów 1939–1941. Zagłada Żydów. Studia i Materiały (9): 274—288. doi:10.32927/zzsim.590. ISSN 2657-3571.
10. ↑  , Beata Chomątowska, "Lachert i Szanajca: Architekci awangardy"
11. ↑  POLONSKY, ANTONY (9 лютого 2012). The Jews in Poland and Russia. The Littman Library of Jewish Civilization. ISBN 978-1-78962-782-4.
12. 1 2  Łopatecki, Karol; Zalewska, Ewa (2016). Kozyrscy – ostatni właściciele uroczyska Jaroszówka. Studia Podlaskie (24): 61—81. doi:10.15290/sp.2016.24.03. ISSN 0867-1370.
13. ↑  Sirtautaitė, Jūratė; Tarvydaitė, Danutė (1 грудня 1982). Kronika. Kalbotyra. 33 (1): 141—144. doi:10.15388/knygotyra.1982.22104. ISSN 2029-8315.
14. 1 2  Józef Piłatowicz (2009). Poglądy Heleny i Szymona Syrkusów na architekturę w latach 1925–1956. Kwartalnik Historii Nauki i Techniki. Warszawa: Instytut Historii Nauki Polskiej Akademii Nauk. Tom 54, nr: 123—164. ISSN 0023-589X. {{cite journal}}: Помилка стилю Ванкувера: ім'я в імені 1 (довідка)
15. ↑  Bujnicki, Tadeusz (2015). Sienkiewicz w historiach literatury przełomu XIX i XX wieku. Tworzenie kanonu. Historie literatury polskiej 1864-1914. Warsaw University Press.
16. ↑  Syrkus Szymon POLIN Wirtualny Sztetl [dostęp 2024-03-13].
17. ↑  Honhart, Michael (1 червня 2002). Eric Mumford. The CIAM Discourse on Urbanism, 1928–1960. Cambridge: MIT Press. 2000. pp. xv, 375. $45.00. The American Historical Review. 107 (3): 850—851. doi:10.1086/ahr/107.3.850. ISSN 1937-5239.
18. 1 2 3  Józef Piłatowicz, Poglądy Heleny i Szymona Syrkusów na architekturę w latach 1925—1956, Warszawa 2009.
19. ↑  Piechowski, Adam (1992). Losy spółdzielni mieszkaniowych w Warszawie w latach okupacji niemieckiej. Warszawa: Spółdzielczy Instytut Wydawniczy. с. 160. ISBN 83-209-0837-X.
20. ↑  Piątek, Grzegorz (2020). Najlepsze miasto świata. Warszawa w odbudowie 1944−1949. Warszawa: Wydawnictwo W.A.B. с. 454. ISBN 978-83-280-3725-0.
21. ↑  Kurowski, Bartosz (2022). Działalność Państwa Islamskiego podczas wojny domowej w Syrii oraz w czasach pandemii COVID-19. Polityka, kultura i społeczeństwo w czasach pandemii. Wybrane zagadnienia. Wydawnictwo Uniwersytetu Łódzkiego. ISBN 978-83-8142-766-1.
22. ↑  Pastuszko, Radosław (30 грудня 2019). Glosa do postanowienia Sądu Najwyższego z dnia 15 stycznia 2019 r. (V CSK 298/18). Studia Iuridica Lublinensia. 28 (4): 177. doi:10.17951/sil.2019.28.4.177-185. ISSN 1731-6375.
23. ↑  Józef Piłatowicz Poglądy Heleny i Szymona Syrkusów na architekturę w latach 1925—1956, Kwartalnik Historii Nauki i Techniki R. 54: 2009, s. 148.
24. ↑  Karwowska, Bożena (2016). Metamorfozy pamięci – odbudowa Warszawy w narracji Poli Gojawiczyńskiej. Kobieta - Historia - Literatura. Instytut Badań Literackich Polskiej Akademii Nauk. с. 178—190. ISBN 978-83-64703-85-0.
25. ↑  Kopeć, Zbigniew (25 листопада 2024). Spojrzenie wstecz. O dwóch wątkach prozy Marka Hłaski. Załącznik Kulturoznawczy (11). doi:10.21697/zk.2024.11.16. ISSN 2392-2338.
26. ↑  , Helena Syrkus, "Archipelag CIAM. Listy Heleny Syrkus Narodowy Instytut Architektury i Urbanistyki, Warszawa 2019"
27. ↑  , Helena Syrkus, "Architekt sam musi być optymistą. „Polityka” 1980 nr 32"
28. ↑  Archipelag CIAM. Listy Heleny Syrkus, Narodowy Instytut Architektury i Urbanistyki, Warszawa 2019.
29. ↑  Apel (dokument KSS KOR, Archiwum Opozycji IV/04.05.43 [b.n.s.]).
30. ↑  Wyszukiwarka cmentarna — Warszawskie cmentarze.
31. ↑  Wyjątkowa Kwarcowa – jak praska Złota Uliczka. wyborcza.pl (пол.). 12 травня 2013.
32. 1 2  Jerzy S. Majewski Gazeta Wyborcza «Wola. Projektanci osiedla Koło musieli złożyć samokrytykę» 29.07.2016.
33. ↑  Budynek mieszkalny przy ul. Ringelbluma 2, Warszawa, arch. Helena Syrkus 1947.
34. ↑  Kobiety niepodległej (пол.). Warszawa: Biuro Programu „Niepodległa”. 2021. с. 147. ISBN 978-83-956053-2-1.
35. ↑  Osiedle WSM Koło. www.warszawskie-mozaiki.pl.
36. ↑  In memoriam – Pamięci Architektów Polskich – Helena Syrkus
37. ↑  M.P. z 1955 r. nr 101, poz. 1400 — Uchwała Rady Państwa z dnia 19 stycznia 1955 r. nr 0/201 — na wniosek Ministra Szkolnictwa Wyższego.
38. ↑  Na Stalowej odsłonięto Praską Galerię Sław. twoja-praga.pl. 30 września 2017.